# 1re armée (Allemagne)
Pour les articles homonymes, voir 1re armée.
La 1re armée (1. Armee en allemand) était un regroupement d'unités de la Deutsches Heer ou armée de terre allemande lors de la Première Guerre mondiale, puis de la Heer ou armée de terre de la Wehrmacht durant la Seconde Guerre mondiale.

## Seconde Guerre mondiale

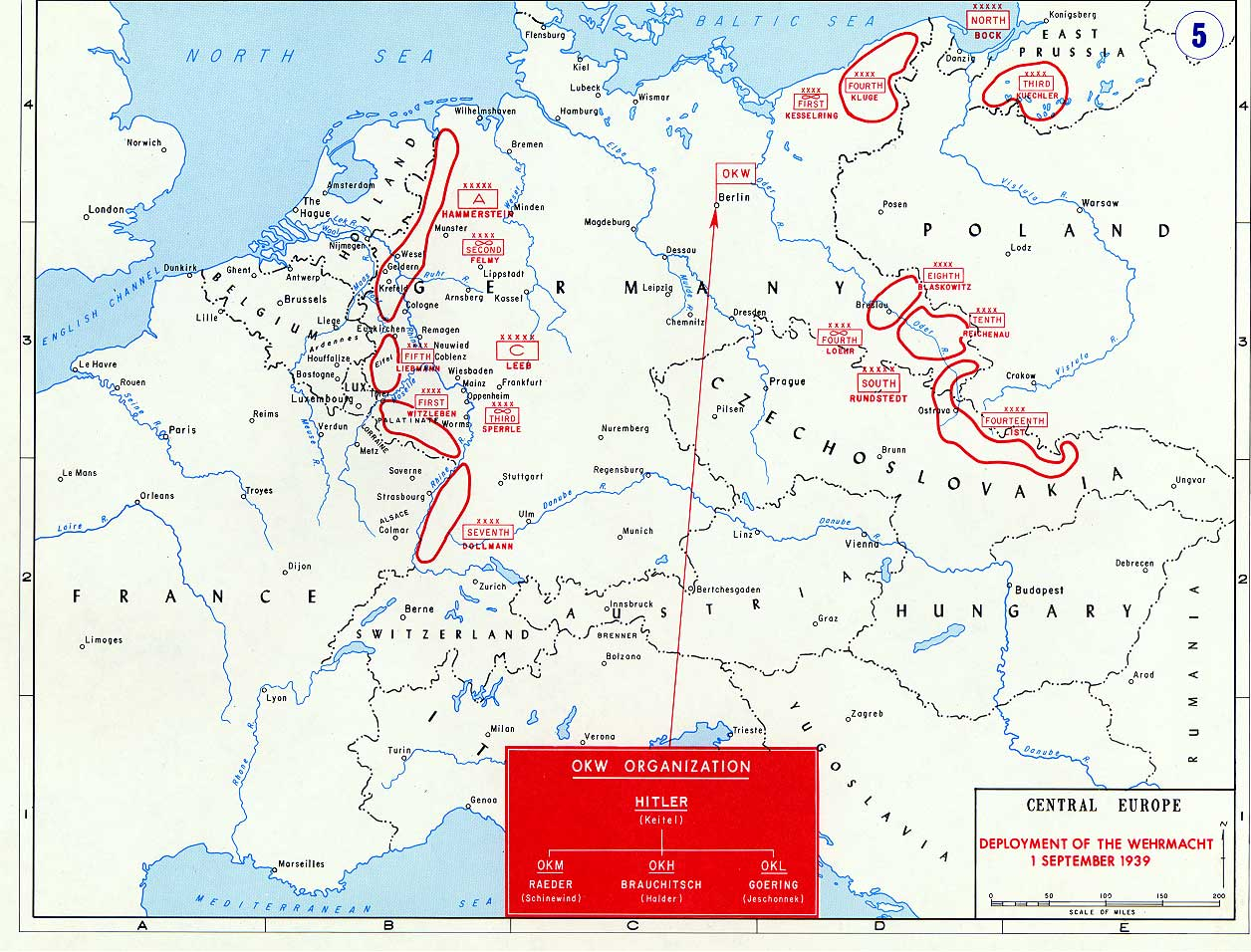
Situation de la 1re Armée allemande au 1 septembre 1939.

La 1re Armée allemande est activée le 26 août 1939 sur la ligne Siegfried (en allemand : Siegfriedstellung) face à la ligne Maginot. Elle est commandée par le général Erwin von Witzleben. Sa première mission est de défendre l'ouest de l'Allemagne contre les forces françaises.
La 1re Armée allemande participe à l’offensive de 1940. Elle est stationnée en France et affectée à la défense de la côte atlantique jusqu’en 1944. À la suite de la bataille de Normandie (opération Overlord) en 1944, l'armée est réorganisée en Lorraine avec le reste des forces allemandes, après une retraite organisée dans la hâte, à travers la France, en août 1944. La première armée participe alors aux combats le long de la frontière allemande. Elle tente d'empêcher la IIIe armée américaine de traverser la Moselle lors de la bataille de Metz, tout en essayant de conserver l’avantage dans les Vosges du Nord, contre la VIIe armée américaine.
En novembre 1944, les deux lignes défensives sont brisées. Metz tombe aux mains des Alliés, contraignant la Première Armée à reculer jusqu’à la frontière allemande, sur la Sarre, une importante région industrielle pour le Reich. Alors que la troisième armée américaine est engagée dans le nord, contre l'offensive allemande des Ardennes, la 1re armée attaque la septième armée américaine le jour de l'an 1945 dans le cadre de l'opération Nordwind. L’attaque surprise est sanglante pour les Américains, dont les lignes de défense sont trop étirées sur le front. Finalement, avec l'échec de l’opération Nordwind à la fin de janvier 1945, la 1re Armée est repoussée sur la ligne Siegfried. Elle est forcée à la retraite dans la région du Rhin, quand les Alliés percent enfin les lignes de défenses allemandes. Ensuite, la Première Armée se retire dans l’ordre sur le Danube, avant de se rendre non loin des Alpes, le 6 mai 1945.

### Organisation

#### Commandants successifs
| Début              | fin              | Grade                     | Commandant               |
| ------------------ | ---------------- | ------------------------- | ------------------------ |
| 1er september 1939 | 26 octobre 1940  | Generaloberst             | Erwin von Witzleben      |
| 26 octobre 1940    | 1er mai 1944     | Generaloberst             | Johannes Blaskowitz      |
| 1er mai 1944       | 2 juin 1944      | General der Panzertruppen | Joachim Lemelsen         |
| 2 juin 1944        | 5 septembre 1944 | General der Infanterie    | Kurt von der Chevallerie |
| 5 septembre 1944   | 30 novembre 1944 | General der Panzertruppen | Otto von Knobelsdorff    |
| 30 novembre 1944   | 28 février 1945  | General der Infanterie    | Hans von Obstfelder      |
| 28 février 1945    | 6 mai 1945       | General der Infanterie    | Hermann Foertsch         |
| 6 mai 1945         | 8 mai 1945       | General der Kavallerie    | Rudolf Koch-Erpach       |

#### Chefs d'état-major
| Début             | fin               | Grade        | Commandant                                                   |
| ----------------- | ----------------- | ------------ | ------------------------------------------------------------ |
| 26 août 1939      | 5 février 1940    | Generalmajor | Friedrich Mieth                                              |
| 5 février 1940    | 25 octobre 1940   | Generalmajor | Carl Hilpert                                                 |
| 25 octobre 1940   | 16 juin 1942      | Generalmajor | Edgar Röhricht                                               |
| 16 juin 1942      | 1er août 1943     | Generalmajor | Anton-Reichard Freiherr von Mauchenheim genannt Bechtolsheim |
| 1er août 1943     | 10 septembre 1944 | Oberst       | Gerhard Feyerabend                                           |
| 10 septembre 1944 | 7 décembre 1944   | Oberst       | Willi Mantey                                                 |
| 7 décembre 1944   | 20 février 1945   | Oberst       | Walter Reinhard                                              |
| 20 février 1944   | 8 mai 1945        | Generalmajor | Wolf Rüdiger Hauser                                          |

### Zones d'opérations
- Front d'Ouest : août 1939 - mai 1945

### Ordre de batailles
1er septembre 1939
- À la disposition de la 1. Armée
  - 75. Infanterie-Division
  - 209. Infanterie-Division
  - 214. Infanterie-Division
  - 223. Infanterie-Division
  - 231. Infanterie-Division
  - 246. Infanterie-Division
- XII. Armeekorps
  - 79. Infanterie-Division
  - 34. Infanterie-Division
  - 15. Infanterie-Division
  - 52. Infanterie-Division
- Generalkommando der Grenztruppen Saarpfalz
  - 6. Infanterie-Division
  - 36. Infanterie-Division
  - 9. Infanterie-Division
- IX. Armeekorps
  - 71. Infanterie-Division
  - 25e division d'infanterie (Allemagne)
  - 33. Infanterie-Division

8 juin 1940
- À la disposition de la 1. Armee
  - 79. Infanterie-Division
  - 168. Infanterie-Division
  - 197. Infanterie-Division
  - 198. Infanterie-Division
- XXXXV. Armeekorps
  - 167. Infanterie-Division
  - 95. Infanterie-Division
- XXX. Armeekorps
  - 258. Infanterie-Division
  - 93. Infanterie-Division
- XII. Armeekorps
  - 75. Infanterie-Division
  - 268. Infanterie-Division
- XXIV. Armeekorps
  - 60. Infanterie-Division
  - 252. Infanterie-Division
- Höheres Kommando z.b.V. XXXVII
  - 257. Infanterie-Division
  - 262. Infanterie-Division
  - 215. Infanterie-Division
  - 246. Infanterie-Division

15 novembre 1942
- À la disposition de la 1. Armee
  - 7. Panzer-Division
  - 327. Infanterie-Division
- LXXX. Armeekorps
  - 15. Infanterie-Division
  - 708. Infanterie-Division
  - 715. Infanterie-Division
  - 344. Infanterie-Division

15 mai 1944
- À la disposition de la 1. Armee
  - 11. Panzer-Division
- LXXX. Armeekorps
  - 158. Reserve-Division
  - 708. Infanterie-Division
- LXXXVI. Armeekorps
  - 159. Reserve-Division
  - 276. Infanterie-Division

15 juillet 1944
- À la disposition de la 1. Armee
  - 11. Panzer-Division
- LXXX. Armeekorps
  - 158. Reserve-Division
  - 708. Infanterie-Division
- LXXXVI. Armeekorps
  - 159. Reserve-Division

15 août 1944
- LXXXI. Armeekorps
  - 331. Infanterie-Division
  - Kampfgruppe 5. Fallschirmjäger-Division
  - 352. Infanterie-Division
- LXIV. Armeekorps
  - 16. (159. Reserve) Infanterie-Division
  - 159. Reserve-Division
  - Sperr-Verband Haeckel

31 août 1944
- À la disposition de la 1. Armée
  - 352. Infanterie-Division
  - LXXXII. Armeekorps
- LXXX. Armeekorps
  - 1. SS-Panzer-Division “Leibstandarte SS Adolf Hitler”
  - 12.SS-Panzer-Division “Hitler Jugend”
  - Panzer-Lehr-Division
  - 26. SS-Panzer-Division
  - 27. SS-Panzer-Division
  - 17. SS-Panzergrenadier-Division “Götz von Berlichingen”
- XXXXVII. Panzerkorps
  - 15. Panzer-Grenadier-Division
  - 3. Panzer-Grenadier-Division

16 septembre 1944
- LXXX. Armeekorps
  - 5. Fallschirmjäger-Division
  - Kampfgruppe Panzer-Lehr-Division
  - 48. Infanterie-Division
- LXXXII. Armeekorps
  - 19. Grenadier-Division
  - 36. Grenadier-Division
  - 559. Grenadier-Division
- XIII. SS-Armeekorps
  - Division Nr. 462
  - 17. SS-Panzergrenadier-Division “Götz von Berlichingen”
  - 3. Panzer-Grenadier-Division
  - 15. Panzer-Grenadier-Division
  - 553. Grenadier-Division
  - Panzer-Brigade 106 "Feldherrnhalle"

28 septembre 1944
- LXXXII. Armeekorps
  - 48. Infanterie-Division
  - 559. Grenadier-Division
  - 19. Grenadier-Division
  - Division Nr. 462
  - 17. SS-Panzergrenadier-Division “Götz von Berlichingen”
- XIII. SS-Armeekorps
  - 3. Panzer-Grenadier-Division
  - 553. Grenadier-Division
  - 559. Grenadier-Division + Panzer-Brigade 106 "Feldherrnhalle"

13 octobre 1944
- LXXXII. Armeekorps
  - 416. Infanterie-Division
  - 19. Volks-Grenadier-Division
  - 462. Infanterie-Division
- XIII. SS-Armeekorps
  - 17. SS-Panzergrenadier-Division “Götz von Berlichingen”
  - 553. Volks-Grenadier-Division
  - 559. Volks-Grenadier-Division
  - 48. Infanterie-Division

5 novembre 1944
- À la disposition de la 1. Armee
  - 11. Panzer-Division
- LXXXII. Armeekorps
  - 416. Infanterie-Division
  - 19. Volks-Grenadier-Division
  - 462. Volks-Grenadier-Division
  - 17. SS-Panzergrenadier-Division “Götz von Berlichingen”
  - 49. Infanterie-Division
- XII. SS-Armeekorps
  - 48. Infanterie-Division
  - 559. Volks-Grenadier-Division
- LXXXIX. Armeekorps
  - 361. Volks-Grenadier-Division
  - 553. Volks-Grenadier-Division

26 novembre 1944
- À la disposition de la 1. Armee
  - LXXXIX. Armeekorps
  - 553. Volks-Grenadier-Division
  - 245. Infanterie-Division
  - 256. Volks-Grenadier-Division
- LXXXII. Armeekorps
  - 416. Infanterie-Division
  - 19. Volks-Grenadier-Division
  - 21. Panzer-Division
- XIII. SS-Armeekorps
  - 48. Infanterie-Division
  - 559. Volks-Grenadier-Division
  - 347. Infanterie-Division
  - 36. Volks-Grenadier-Division
  - 17. SS-Panzergrenadier-Division “Götz von Berlichingen”
  - 11. Panzer-Division
- Höhrer Kommandeur Vogesen
  - Gruppe Bayerlein: 361. Volks-Grenadier-Division, Panzer-Lehr-Division
  - Kampfgruppe 25. Panzergrenadier-Division

31 décembre 1944
- À la disposition de la 1. Armee
  - Division Nr. 526
  - 559. Volks-Grenadier-Division
  - 36. Volks-Grenadier-Division
  - 17. SS-Panzergrenadier-Division “Götz von Berlichingen”
  - Kampfgruppe 25. Panzergrenadier-Division
  - 21. Panzer-Division
- XIII. SS-Armeekorps
  - 347. Infanterie-Division
  - 19. Volks-Grenadier-Division
- LXXXII. Armeekorps
  - 416. Infanterie-Division
- LXXXX. Armeekorps
  - 257. Volks-Grenadier-Division
- Gruppe Hoehne (LXXXIX. Armeekorps)
  - 361. Volks-Grenadier-Division
  - 245. Infanterie-Division
  - 256. Volks-Grenadier-Division

21 janvier 1945
- À la disposition de la 1. Armee
- Division Nr. 526
  - LXXXII. Armeekorps
  - 416. Infanterie-Division
  - 11. Panzer-Division
  - 719. Infanterie-Division
  - 347. Infanterie-Division
- XIII. SS-Armeekorps
  - 19. Volks-Grenadier-Division
  - 17. SS-Panzergrenadier-Division “Götz von Berlichingen”
  - 559. Volks-Grenadier-Division
- LXXXX. Armeekorps
  - 257. Volks-Grenadier-Division
  - 6. SS-Gebirgs-Division “Nord”
  - 256. Volks-Grenadier-Division
  - 36. Volks-Grenadier-Division
- LXXXIX. Armeekorps
  - 245. Infanterie-Division
  - Division Rässler
  - 21. Panzer-Division
  - 25. Panzergrenadier-Division
  - 47. Volks-Grenadier-Division

1er mars 1945
- À la disposition de la 1. Armee
  - Division Nr. 526
  - Division Rässler
- LXXXII. Armeekorps
  - 256. Volks-Grenadier-Division
  - 2. Gebirgs-Division
  - 416. Infanterie-Division
  - 6. SS-Gebirgs-Division “Nord”
- LXXXV. Armeekorps
  - 719. Infanterie-Division
  - 347. Infanterie-Division
  - 559. Volks-Grenadier-Division
- XIII. SS-Armeekorps
  - 19. Volks-Grenadier-Division
  - 17. SS-Panzergrenadier-Division “Götz von Berlichingen”
- LXXXX. Armeekorps
  - 16. Volks-Grenadier-Division
  - 36. Volks-Grenadier-Division
  - 47. Volks-Grenadier-Division
- LXXXIX. Armeekorps
  - 257. Volks-Grenadier-Division
  - Division Nr. 905

12 avril 1945
- XIII. SS-Armeekorps
  - Panzer-Brigade von Hobe
  - Division “Bayern”
  - 79. Volks-Grenadier-Division
  - 212. Volks-Grenadier-Division
  - Stab 9. Volks-Grenadier-Division
  - Infanterie-Division “Alpen”
  - Divisionsstab z.b.V. 616
- XIII. Armeekorps
  - 553. Volks-Grenadier-Division
  - 17. SS-Panzergrenadier-Division “Götz von Berlichingen”
  - 246. Volks-Grenadier-Division
  - 19. Volks-Grenadier-Division
  - 2. Gebirgs-Division

30 avril 1945
- XIII. Armeekorps
  - 198. Infanterie-Division
  - 19. Volks-Grenadier-Division
  - 553. Volks-Grenadier-Division
- XIII. SS-Armeekorps
  - 38. SS-Grenadier-Division “Nibelungen” (Junkerschule Tölz)
  - 212. Volks-Grenadier-Division
  - 2. Gebirgs-Division
  - 17. SS-Panzergrenadier-Division “Götz von Berlichingen”
  - Divisionsgruppe von Hobe
  - Division z.b.V. 350
- LXXXII. Armeekorps
  - 36. Infanterie-Division
  - 416. Infanterie-Division